# Clifton Sandvliet
Clifton Sandvliet (18 de agosto de 1977) es un futbolista surinamés. Juega en la posición de mediocampista y/o delantero. Su actual equipo es el Walking Bout Company, de la Primera división de Surinam.

## Carrera profesional
Sandvliet jugó en diferentes clubes de la Hoofdklasse de Surinam como el Surinaam National Leger (de 2000 a 2003), el S.V. Transvaal (2003-2004) y el Walking Bout Company, a partir del 1° de julio de 2004.

## Selección nacional
Sandvliet participó en tres eliminatorias mundialistas (2002, 2006 y 2010), jugando un total de 14 partidos (4 goles marcados).

También jugó la fase final de la Copa del Caribe de 2001, donde disputó tres partidos, marcando un gol ante Cuba.
Es el máximo goleador de la selección de Surinam, con 81 anotaciones en 70 partidos.

## Palmarés

### Campeonatos nacionales
| N.º | Título                      | Club                 | País    | Temporada / Año |
| --- | --------------------------- | -------------------- | ------- | --------------- |
| 1   | Supercopa                   | Walking Bout Company | Surinam | 2004            |
| 2   | Primera división de Surinam | Walking Bout Company | Surinam | 2005-06         |
| 3   | Supercopa                   | Walking Bout Company | Surinam | 2006            |
| 4   | Primera división de Surinam | Walking Bout Company | Surinam | 2008-09         |
| 5   | Copa de Surinam             | Walking Bout Company | Surinam | 2009            |
| 6   | Supercopa                   | Walking Bout Company | Surinam | 2009            |
| 7   | Copa de Surinam             | Walking Bout Company | Surinam | 2013            |